# Bruggmühle
Die ehemalige Bruggmühle (auch Pruckmühl oder Gamerithmühle) befand sich an einem Flussknie des Kamps bei Mitterreith in der Stadtgemeinde Zwettl-Niederösterreich.

## Geschichte
Die Mühle wurde 1665 urkundlich genannt. Namensgebend war die Brücke am Weg von Friedersbach nach Flachau, die über das Wehr führte. Im Jahr 1892 verfügte die Mühle über vier Mahlgänge und eine Säge, die von einem prägnanten unterschlächtigen Wasserrad angetrieben wurden. Das Wasserrecht ist 1955 erloschen, und die Mühle wurde bei der Errichtung des Ottensteiner Stausees geflutet. Heute erinnern nurmehr die Fluren Bruckmühlfeld und Bruckmühläcker an die einstige Mühle.